# Beninmuren

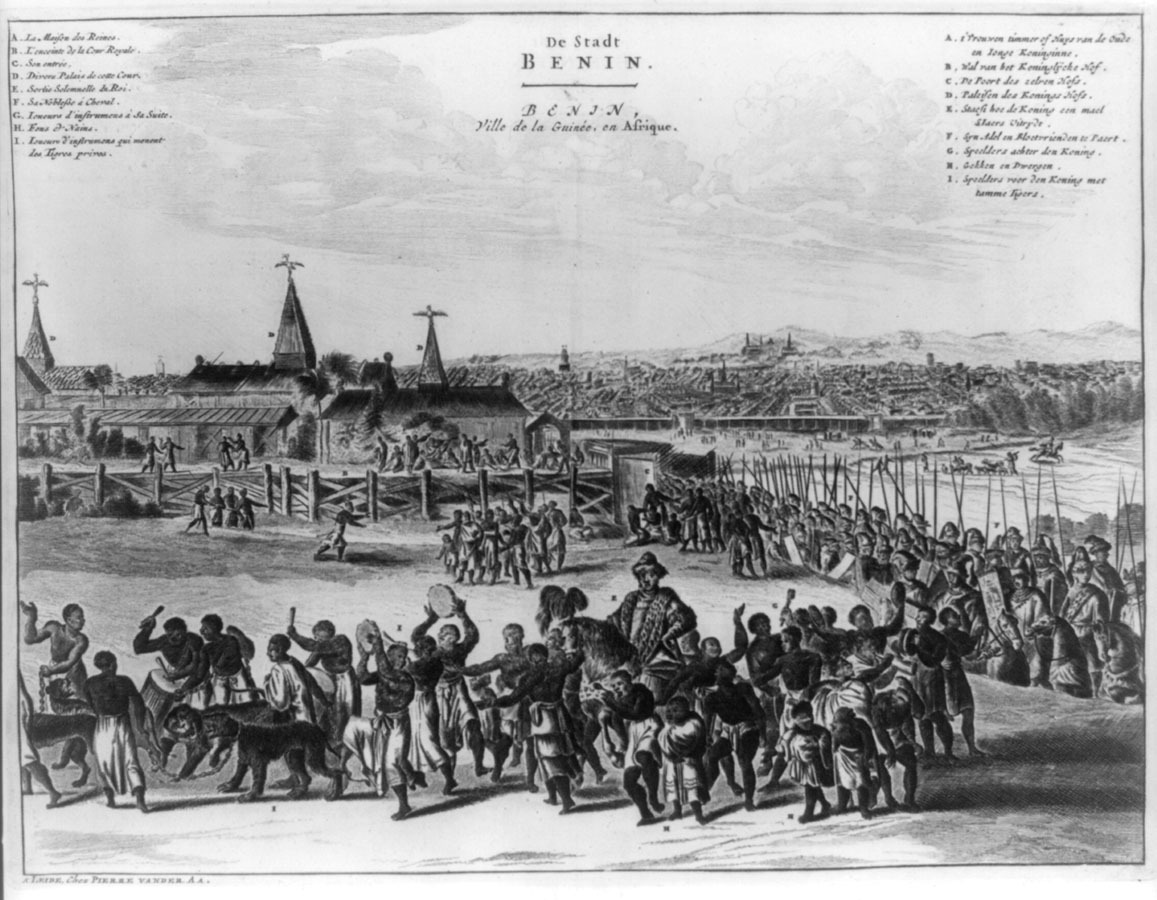
Målning som föreställer staden Benin 1668. I bildens centrum syns framför staden en långsträckt konstruktion som kan vara muren.

Beninmuren var en serie av jordvallar, konstgjorda kullar och diken som skapades för att skydda huvudstaden i Kungariket Benin. Platsen ligger sedan 1967 i delstaten Edo i Nigeria. Konstruktionens första delar byggdes troligtvis under 800-talet, och den var som störst under 1400-talet.

## Historik och omfattning
När portugisiska sjöfarare 1485 nådde regionen bevittnade de en kolossal mur. Arkeologiska undersökningar under 1990-talet visade att muren eller vallen ibland var 15 till 20 meter hög. Hela sträckan av den ursprungliga försvarsanläggningen var 16 000 kilometer. Innan Kinesiska muren var färdigställd var Beninmuren den största mänskliga konstruktionen. Byggnadsverket var ett nät som omslöt flera byar som ingick i huvudstaden. De skapades kring en areal som uppskattningsvis var 6 500 km² stor.
Troligtvis behövdes 150 miljoner timmerstockar till att skapa muren. Utanför huvudmuren fanns fler vallar som begränsade ungefär 500 byar. Stora delar av muren var täckta med relief av mässing. Flera reliefer flyttades senare till europeiska museer.
I stadens centrum fanns en mur som omgav kungapalatset. Den var ungefär 11 km lång och uppförd kring en 7,5 km² stor yta. Bredvid vallen fanns en dike, och hela bredden var 30 till 40 meter. Denna mur byggdes omkring 1450 under den tid kung Ewuare(en) var regent (1440–1473). Muren hade nio portar.
Inga europeiska dokument beskriver någon byggaktivitet. Antagligen var bygget klart före 1485.

### Senare historia
Beninmuren skadades svårt under 1897 års brittiska straffexpedition mot Benin(en). Efter britternas seger integrerades området i det brittiska Södra Nigeriaprotektoratet. Därefter har Benin Citys urbana expansion ytterligare dolt murresterna, vilka decimerats genom återanvändning till olika byggnadsändamål. Beninmuren är upptagen i Nigerias tentativa världsarv.

## Galleri

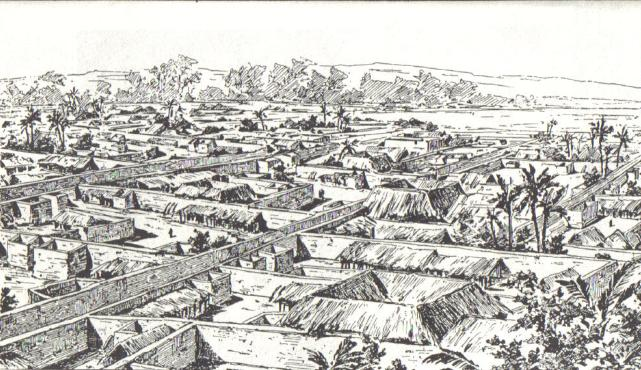
Teckning av Benin City, omgiven av vallar och vallgravar, av en engelsk officer 1897.
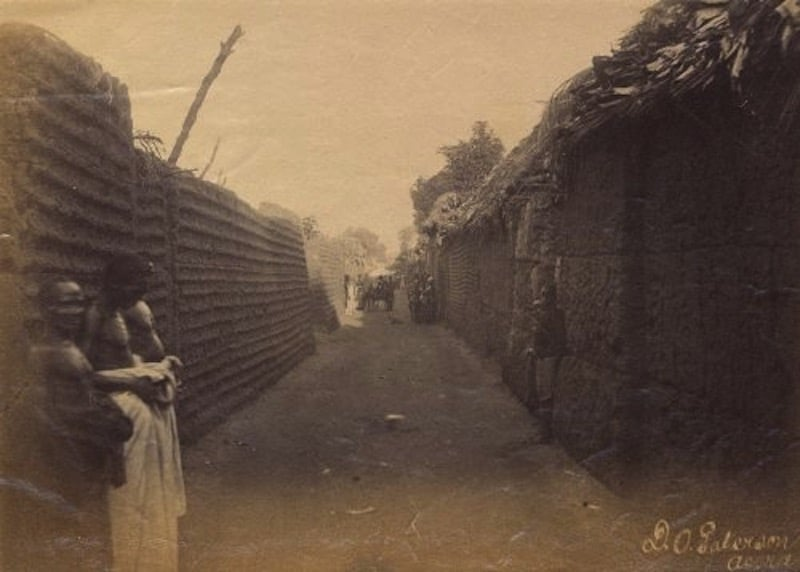
En stadsgata i de kungliga kvarteren av Benin City 1897.